# Alex in Wonderland
Alex in Wonderland is een Amerikaanse tragikomedie uit 1970 geregisseerd door Paul Mazursky, geschreven met zijn partner Larry Tucker. De hoofdrolspelers zijn Donald Sutherland en Ellen Burstyn.  

## Plot
Jong regisseur Alex Morrison voelt zich genoodzaakt een vervolg te maken op zijn recente blockbuster. Terwijl hij piekert over dit dilemma, denkt de regisseur na over zijn verleden, zijn heden, en waarschijnlijke toekomst. 

## Rolverdeling
| Acteur            | Personage     |
| ----------------- | ------------- |
| Donald Sutherland | Alex Morrison |
| Ellen Burstyn     | Beth Morrison |
| Paul Mazursky     | Hal Stern     |
| Meg Mazursky      | Amy Morrison  |
| Glenna Sargent    | Nancy         |
| Viola Spolin      | Mrs. Morrison |
| Andre Philippe    | Andre         |
| Michael Lerner    | Leo           |
| Joan Delaney      | Jane          |
| Neil Burstyn      | Norman        |
| Leon Frederick    | Lewis         |
| Federico Fellini  | zichzelf      |
| Jeanne Moreau     | zichzelf      |